# NGC 1058
NGC 1058 é uma galáxia espiral (Sc) localizada na direcção da constelação de Perseus. Possui uma declinação de +37° 20' 29" e uma ascensão recta de 2 horas, 43 minutos e 29,9 segundos.
A galáxia NGC 1058 foi descoberta em 17 de Janeiro de 1787 por William Herschel.